# 야생쌍봉낙타
야생쌍봉낙타(野生雙峯駱駝학명: Camelus ferus)는 낙타속에 속하는 쌍봉낙타의 근연종으로, 몽골·중국·티베트의 고원 지대에 분포한다. 본래는 쌍봉낙타와 같은 종으로 여겨졌으나 유전학 검사 결과 110만 년 전에 갈라진 것으로 드러났다.

## 같이 보기
- 단봉낙타